# Flatøyna (Øygarden)
Ne doit pas être confondu avec Flatøyna.
Flatøyna ou Stora Flatøyna est une île dans le landskap Sunnhordland du comté de Vestland. Elle appartient administrativement à Øygarden.

## Géographie
Rocheuse et désertique, à fleur d'eau, elle s'étend sur environ 367 m de longueur pour une largeur approximative de 247 m. 